# Huizu diancang quanshu
Huizu diancang quanshu (chinesisch 回族典藏全書 / 回族典藏全书, Pinyin Huízú diǎncáng quánshū, englisch The Complete Library of Hui People) ist eine im Jahr 2008 in Lanzhou, Provinz Gansu, Volksrepublik China, im Verlag Gansu wenhua chubanshe sowie in Yinchuan, Ningxia, im Verlag Ningxia renmin chubanshe erschienene chinesische Buchreihe in zweihundertfünfunddreißig Bänden, die eine umfangreiche facettenreiche Textsammlung von alten Büchern und Standardwerken aus und zur Geschichte, Kultur und Religion der muslimischen Hui-Chinesen enthält. Ihr Hauptherausgeber ist Wu Haiying, Mitherausgeber sind Wu Jianwei, Lei Xingkui und Lei Xiaojing. Es ist eine für das Studium des Islam in China unverzichtbare, umfangreiche Quellensammlung und Literatursammlung, die viele alte, sonst nur schwer zugängliche Texte und viele Standardwerke enthält. Manche Werke sind auf mehrere Bände verteilt, viele Bände enthalten mehrere Werke.

## Übersicht
(Band Nr., Pinyin (meist in Getrenntschreibung ohne Tonangabe), Langzeichen)
- 1-3. Bai hua yi jie Gu lan tian jing 白話譯解古蘭天經 (Baihua-Übersetzung des Korans mit Kommentar)
- 4-5. Gu lan jing yi jie 古蘭經譯解 (Übersetzung des Korans mit Kommentar)
- 5. Bao ming zhen jing zhi jie. Ke lan jing xuan ben yi jian zhu 寳命真經直解. 克蘭經選本譯箋注
- 6. Xuan yi xiang jie Weigaye 選譯詳解偉嘎業
- 7-8. Ke lan zhen jing han yi 可蘭真經漢譯
- 9. Gu lan jing da yi 古蘭經大義
- 10. Gu lan jing da yi zhu shi. Muhanmode de mo shi 古蘭經大義注釋. 穆罕默德的默示
- 11. Bao ming zhen jing zan. Tian jing yi jie. Sheng yu xiang jie. Nao wei si shi duan sheng yu. Muhanmode sheng ji lu. Muhanmode yan xing lu. Mu sheng de gan ying 寳命真經贊. 天經譯解. 聖諭詳解. 腦威四十段聖諭. 穆罕默德聖跡錄. 穆罕默德言行錄. 穆聖的感應
- 12. Kelimo jie qi meng qian shuo. Si pian yao dao xiang jie. Gui zhen zong yi 克理默解啓蒙淺說. 四篇要道譯解. 歸真總義
- 13-14. Zheng jiao zhen 正教真
- 14. Qing zhen da xue. Xi zhen zheng da 清真大學. 希真正答
- 15. Zhen quan yao lu. Tian fang wei zhen yao lüe. Zhao yuan mi jue 真詮要錄. 天方衛真要略. 昭元秘訣
- 16-18. Qing zhen zhi nan 清真指南
- 19. Zhi nan yao yan 指南要言
- 20. Tian fang dian li ze yao jie 天方典禮擇要解
- 21-23. Tian fang zhi sheng shi lu nian pu 天方至聖實錄年譜
- 24-25. Tian fang xing li 天方性理
- 25. Tian fang zi mu jie yi 天方字母解義
- 25-26. Wu gong shi yi 五功釋義
- 26. Tian fang san zi you yi. Tian fang san zi jing. Wu geng yue. Wu geng yue jie. Zhen jing zhao wei 天方三字幼義. 天方三字經. 五更月. 五更月偈. 真境昭微
- 27-28. Jing xue xi zhuan pu經學系傳譜
- 28. Zhen gong fa wei真功發微
- 29. Han zi he ting漢字赫廳
- 29-30. Gui zhen yao dao歸真要道
- 30. Xiu zhen meng yin. Tian fang san zi jing zhu jie. Xing mi lu. Shi er deng fu sheng ge修真蒙引. 天方三字經注解. 省迷錄. 十二等復生歌
- 31. Da hua zong gui. Zhen de mi wei li fa qi ai he bian. Han yi dao xing jiu jing. Li fa jie jing大化總歸. 真德彌維禮法啓愛合編. 漢譯道行究竟. 禮法捷徑
- 32. Si dian yao hui. Xing ming zong zhi. Xing shi zhen四典要會. 性命宗旨. 醒世箴
- 33. Tian fang shi jing. Tian fang meng yin ge天方詩經. 天方蒙引歌
- 34. Zhu tian da zan ji jie. Ju li zhi zheng. Bian li ming zheng yu lu. Xing li ben jing zhu jie. Zuan yi xing li ben jing zhu shi祝天大贊集解. 據理質證. 辨理明正語錄. 性理本經注釋. 纂譯性理本經注釋
- 35. Xu tian fang san zi jing. Tian fang ren yi bao zhen si zi jing. Xi lai zong pu. Ren li meng yin jiao ke shu. Ren li qie yao. Tian fang zheng xue. Qing zhen yu lu續天方三字經. 天方認一寳珍四字經. 西來宗譜. 認禮蒙引教科書. 認禮切要. 天方正學. 清真語錄
- 36. Qing zhen shi yi. Qing zhen shi yi bu ji. Zhi sheng qian zi zan清真釋疑. 清真釋疑補輯. 至聖千字贊
- 37. Jiao kuan wei lun. Hui hui tong kao lu. Hui jiao kao lüe shu hou. Hui jiao kao. Jiao kuan jie yao. Qi kong xian qiao. Qing zhen tong su ge教款微論. 回回通考錄. 回教考略書後. 回教考. 教款捷要. 七空僊橋. 清真通俗歌
- 38. Qing zhen ju zheng. Kao shi qing jiao chuan yi jie lüe zhang cheng. Qing zhen zhi yin. Qing zhen yi zhi lu. Qing zhen qi meng bi du. Qing zhen xing mi ge清真居正. 考試清教穿衣節略章程. 清真指引. 清真易知錄. 清真啓蒙必讀. 清真醒迷歌
- 39. Ze yao zhu jie za xue. Wanpu shi cang gao. Wu gong zong gang擇要注解雜學. 完璞氏藏稿. 五功總綱
- 40. Jing han zhu jie hei ting. Tian fang duan meng zheng jie. Shanghai qing zhen si cheng li dong shi hui hui zhi. Qing zhen xing shi pian經漢注解黑廳. 天方端蒙正解. 上海清真寺成立董事會彙誌. 清真醒世篇
- 41. Li bai zhen gui. Zheng jiao yi mu xing. Qing zhen pi yi lun. Qing zhen jie yi. Zhi sheng bao xun. Qing zhen bi du. Yisilan jiao gai lun. Zong jiao zheng ji. Zheng jiao xu zhi禮拜箴規. 正教一目醒. 清真闢異論. 清真解義. 至聖寳訓. 清真必讀. 伊斯蘭教概論. 宗教正基. 正教須知
- 42. Qing zhen shi jing yi jiang. Qing zhen zui yao zhi清真詩經譯講. 清真最要誌
- 43. Tian fang qi yi quan shan lu. Tian fang qi guan. Xin yi du lou tan. Qing zhen cuo yao. Qing zhen xue li yi zhu. Wan hua zheng zong天方奇異勸善錄. 天方奇觀. 新譯髑髏嘆. 清真撮要. 清真學理譯著. 萬化正宗
- 44. Qing zhen yao yi. Zheng jiao li lun. Hui Han fen bie xuan yan lüe. Jing jie a lin xuan yan lüe. Hui jiao qian shuo. Ming zhen shi yi清真要義. 正教理論. 回漢分別宣言略. 警戒阿臨宣言略. 回教淺說. 明真釋疑
- 45. Ren yi zhi nan. Zhen dao su yuan. Suo lei shi yi. Shanghai qing zhen xi si ji. Mu sheng yi xing lu ji yi zhu. Sheng zan shi lüe. Pu pi bai tiao. Hui jiao yi yu. Qing zhen gen yuan認一指南. 真道溯源. 瑣[雷]釋義. 上海清真西寺記. 穆聖儀行錄及遺囑. 聖贊詩略. 普批百條. 回教臆語. 清真根源
- 46. Hui ye bian zhen. Zhen jing hua yuan. Sheng ji bian zheng. Kai li mai jiang jie回耶辨真. 真境花園. 聖忌辯證. 開禮麥講解
- 47. Mie tie jiang yi. Qing zhen qi meng. Han yi Yileishade. Pi zun Naizatai乜帖講義. 清正啓蒙. 漢譯伊[雷]沙德. 否尊乃扎台
- 48. Ren ji xing wu. Tao bai yin yi. He te yin yi. Mu min bi du. Du Yisilan shu zhi. Mu min quan shan ge. Yisilan jiao zong zhi. Jiao yi wen da. Wang xiang tian tang. Xing shi gui zhen認己省悟. 討白音義. 赫忒音義. 穆民必讀. 讀伊斯蘭書誌. 穆民勸善歌. 伊斯蘭教宗旨. 教義問答. 望想天堂. 醒世歸真
- 49. Si jiao yao kuo. Chuang jian mu min zong jiao yuan biao. Hai tie yi yin. Hai tie zhu jie. Jiao xin jing zhu. Ermude Han yi jing hua quan ce四教要括. 創建穆民總教院表. 亥帖譯音. 亥帖注解. 教心經注. 耳目德漢譯精華全冊
- 50. Zhongguo hui jiao ming li bai si ji. Hui jiao yao zhi. Qing zhen an le pu. Hei bai an. Qing zhen hai chao xin yin. Jüe le jing. Wang Haoran Wu'ahong xiao zhuan shi jian lüe. Mu min xue yao. Tian fang dao cheng qi jing qian shuo中國回教名禮拜寺記. 回教要指. 清真安樂譜. 黑白案. 清真海潮心言. 覺樂經. 王浩然五阿訇小傳史簡略. 穆民學要. 天方道程啓徑淺說
- 51. Zhu tian da zan zhen jing. Qing zhen hui kan. Xiang jie Yimani. Jiao jing shi sui bi. Hui jiao ren yi lun. Jiao dian ji yao. Qing zhen jiao dian ge. Hai yi si ji lu bu祝天大贊真經. 清真彙刊. 詳解壹瑪尼. 校經室隨筆. 回教認一論. 教典輯要. 清真教典歌. 海乙寺記錄簿
- 52. Qing zhen ao zhi清真奥旨
- 52-53. Hui yu du ben chu ji回語讀本初級
- 53. Chehaleifansu. Hui jiao bi zun車哈雷凡速. 回教必遵
- 54-55. Hui yu du ben gao ji回語讀本高級
- 55. Xiao xue jiao dian ke ben. Li fa wen da. Qing zhen zheng shi. Shuo zhai jie. Jing shen zhi dao jiang yi. Mu min xu zhi. Xing mi zhen yuan小學教典課本. 禮法問答. 清真正史. 說齋戒. 精神指導講義. 穆民須知. 省迷真原
- 56. Muxinmatai. Xing mi yao lu. Qing zhen jiao zhi yan jiu. Qing zhen jie yao. Qing zhen xiu dao cuo yao. He ping jiao. Ren sheng bai jue穆信嗎臺. 醒迷要錄. 清真教之研究. 清真揭要. 清真修道撮要. 和平教. 人生百訣
- 57. Da tong yuan li. Gang chang. Qing zhen yan. Hui jiao sang li shu yao. Zhi sheng Muhanmode shi lüe. Guangxi hui jiao. Hui jiao wen hua. Tao ? dai kai li mai大同元理. 綱常. 清真言. 回教喪禮述要. 至聖穆罕默德事略. 廣西回教. 回族文化. 濤？戴愷禮邁
- 58. Mo'anbihatai. Yimani wen da shi shuo. Nü zi mu yu li bai jiao ke shu. Nan zi mu yu li bai jiao ke shu. Qing zhen mu yu jiao ke shu. He ti. He ping shi ming謨闇必哈台. 伊瑪尼問答實說. 女子沐浴禮拜教科書. 男子沐浴禮拜教科書. 清真沐浴教科書. 核提. 和平使命
- 59. Ma Duansu zou yi. Fu an dong yi ji. Xi zheng Shi cheng ji. Xing fu Hami ji馬端肅奏議. 撫安東夷記. 西征石城記. 興復哈密記
- 60-61. Bei wang ji備忘集
- 62-63. Ma Wenzhuang gong ji馬文莊公集
- 63. Qing zhen jiao kao qun shu hui ji. Yuanyou dang ji bei kao. Hui hui yuan lai清真教考群書彙輯. 元祐黨籍碑考. 回回原來
- 64-74. Zang shu藏書
- 74. Dao gu lu道古錄
- 75-80. Xu Zang shu續藏書
- 81-83. Shi gang ping yao史綱評要
- 83. Chen Jiang ju shu Ding shi pu die陳江聚書丁氏譜牒
- 84-86. Li Wenling ji李温陵集
- 87-89. Ding Qinghui gong yi ji丁清惠公遺集
- 90-93. Feng Shaoxu ji馮少墟集
- 93. Yuan ru kao lüe元儒考略
- 94. Yuan tu da yan. Sai dian chi jia pu. Tong'an Ding shi zu pu元圖大衍. 賽典赤家譜. 同安丁氏族譜
- 95-101. Ma shi zong pu馬氏宗譜
- 101. Dian nan za ji. Wuding shi lüe滇南雜記. 武定事略
- 102. You yi lu. Gang zhi遊艺錄. 岡誌
- 103-104. Ma Duanmin gong zou yi馬端敏公奏議
- 105. Ma Duanmin gong nian pu. Qing zhen xian zheng yan xing lüe馬端敏公年譜. 清真先正言行略
- 106. Ma shi xin shu. Feng zhu xue chao馬氏心書. 風燭學鈔
- 107. Zhi tian sui bi芝田隨筆
- 108. Qiu xin lu. Ma Xiaonü yi gao求心錄. 馬孝女遺稿
- 109. Lun yu yi shu. Lai xue zuan yan. Dian shi shu wen. Tui an liu shi liu sui zhui shu zi xu論語義疏. 來學纂言. 滇事述聞. 蛻庵六十六嵗追述自敘
- 110. Qing zhen jiao kao. Zheng He jia pu kao shi清真教考. 鄭和家譜考釋
- 111-113. Gurun Jin shi zong pu古潤金氏宗譜
- 113. Linqing Hei shi jia pu. Liu zhen tang Zhang shi jia pu臨清黑氏家譜. 六箴堂張氏家譜
- 114. Nanhai gan jiao Pu shi jia pu. Ma shi jia pu南海甘蕉蒲式家譜. 馬氏家譜
- 115-116. Yanmen Sa shi zu pu雁門薩氏族譜
- 116. Xianyang wang fu Dian gong ji. Xing hui pian. Xing hui pian zhai yao. Ma fu tu si ji咸陽王撫滇功績. 醒回篇. 醒回篇摘要. 馬負圖私記
- 117. Du Wenxiu zi zhuan. Du Wenxiu shuai fu wen gao. Du Wenxiu wen shu ji yi. Du Wenxiu ge ming yuan qi. Bian yuan jie yuan lu. Dian yuan shi si nian da huo ji. Dian xi bian luan xiao shi. Ta lang Nan'an zheng kuang ji杜文秀自傳. 杜文秀帥府文告. 杜文秀文書輯佚. 杜文秀革命緣起. 辯冤解冤錄. 滇垣十四年大禍記. 滇西變亂小史. 他郎南安争礦記
- 118. Tianjin quan fei bian luan ji shi. Bi zhou qian jin. Yu zhou zhi da yi wen天津拳匪變亂紀事. 敝帚千金. 宇宙之大疑問
- 119. Ru bu diao cha fu wen. Zang du jie yu. Zang zheng jie yao. Xian fa guan jian入步調查復文. 藏牘劫餘. 藏政擷要. 憲法管見
- 120-128. Zhu yuan cong hua竹園叢話
- 128. Tian kong you ji. Kao zheng hui jiao li shi天空遊記. 考證回教歷史
- 129-132. Shu fang dao zhi朔方道誌
- 133-134. Ma shi zu pu馬氏族譜
- 134. Meng Zang zhuang kuang蒙藏狀況
- 135. Wuyuan zhui dao Ning jun zhen wang guan bing wen ci. Qing Jianwei jiang jun xian fu jun xing lüe. Qingdao Anqing liu bie shou shu gao. Xian zhe yan xing lei chao五原追悼寧軍陣亡官兵文詞. 清建威將軍先府君行略. 青島安慶留別手書稿. 先哲言行類鈔
- 136. Tian fang da hua li shi天方大化歷史
- 137. Xinjiang zhuang kuang tan. Tian fang zhan ke lu. Shi jie hui jiao shi lüe. Zhonguo li dai hui jiao ming xian shi lüe hui bian. Hui jiao min zu shuo. Zhongguo hui jiao shi yan jiu新疆狀况談. 天方戰克錄. 世界回教史略. 中國歷代回教名賢事略彙編. 回教民族說. 中國回教史研究
- 138. Zhongguo hui jiao shi. Zhe xue yu ren sheng中國回教史. 哲學與人生
- 139. Zhui qiu zhong de zhen zai. Zhongguo jin dai hui jiao wen hua shi liao追求中的真宰. 中國近代回教文化史料
- 139-140. Cheng da wen hui成達文薈
- 141. San shi nian lai zhi Zhongguo hui jiao wen hua gai kuang. Riben zhi hui jiao zheng ce. Ningxia hui jiao zhan shi zhuan kan. Hui jiao yu zun Kong. Shuo zhong. Ren dao tian dao hui bian三十年來之中國回教文化概况. 日本之回教政策. 寧夏回教戰時專刊. 回教與尊孔. 說中. 人道天道彙編
- 142. Yong qing shi shi wu jue san bai shou. Li chao shi shi咏清史詩五絶三百首. 歷朝史詩
- 143. Hui jiao fa zhan shi lüe. Zhongguo hui jiao yu shi jie hui jiao. Zhongguo zhi hui jiao. Hui jiao xue shu si xiang shi回教發展史略. 中國回教與世界回教. 中國之回教. 回教學術思想史
- 144. Zhongguo hui jiao shi jian. Hui jiao zhu guo wen hua shi中國回教史鑒. 回教諸國文化史
- 145. Hui jiao jiao yu shi. Xibei hui jiao sheng huo. Zhongguo hui jiao xiao shi回教教育史. 西北回教生活. 中國回教小史
- 146. Zhongguo Yisilan shi gang yao can kao zi liao中國伊斯蘭史綱要參考資料
- 147. Zhongguo Yisilan shi gang yao. Faguo ge ming shi. Xin bian Huaping Xian zhi中國伊斯蘭史綱要. 法國革命史. 新編化平縣誌
- 148. Qiong yao ji. Xin quan xue shi gao. Xin quan shi yu. Jin tai ji. Heshuo fang gu ji. Nai Qiangang shi ji. Gu Bei ji瓊瑤集. 心泉學詩稿. 心泉詩餘. 金臺集. 河朔訪古記. 乃前岡詩集. 顧北集
- 149. Ma Jiugao ci. Ma Jiugao san qu. Fang shan ji. Sa Tianxi shi ji. Tianxi ci. 馬九臯詞. 馬九臯散曲. 房山集. 薩天錫詩集. 天錫詞
- 150-152. Yan men ji雁門集
- 153. Xue Angfu san qu ji. Tang cai zi zhuan薛昂夫散曲集. 唐才子傳
- 154. Lan Chufang san qu. Yu Yuanding san qu. Suan zhai shi ji. Suan tian yue fu. Guan yun shi san qu. Henian shi ji. Ding Henian ji蘭楚芳散曲. 玉元鼎散曲. 酸齋詩集. 酸甜樂府. 貫雲石散曲. 鶴年詩集. 丁鶴年集
- 155. Su xuan ji素軒集
- 156. Bo du lu ding yi ji. Zi zhong ji. Mai lüe yi shi. Cang hai yi zhu. Xie Yuli shi ji ben. Ma Duansu gong shi ji. Gui nang yi gao伯篤魯丁佚集. 子中集. 買閭遺詩. 滄海遺珠. 偰玉立詩輯本. 馬端肅公詩集. 歸囊遺稿
- 157-159. Chu tan ji初潭集
- 160. Shan si yi wen ji. Fen shu. Shan shui yin shi ji贍思佚文集. 焚書. 山水音詩集
- 161. Li shi xu fen shu李氏續焚書
- 162-164. Shan zhong yi xi hua山中一夕話
- 164. Ya xiao. Ma shi ri chao. Kunming Sun Qingmin gong ji雅笑. 馬氏日抄. 昆明孫清[暋]公集
- 165. Hai Gangfeng ji. Jin Ziyou ji. Jin Zikun ji. Ma Jilong shi xuan海剛峰集. 金子有集. 金子坤集. 馬繼龍詩選
- 166-167. Xiang Yiwen ji襄毅文集
- 168-172. Miao yuan tang quan ji妙遠堂全集
- 173-174. San ling ji三陵集
- 174. Fu li ci扶荔詞
- 175-180. Yuhuazi you yi ji玉華子游藝集
- 181. Shan Jidi shi xuan. Shan Yinglei shi xuan. Yang Yingkui shi ji ben. Tao qing ling. Xianglanzi ji. Ji ben Xianglanzi ji. Xue an shi cun. Xiang hu cao tang ji. Ma Huizhai xian sheng yi ji. Ma Ruwei yi wei閃繼迪詩選. 閃應雷詩選. 楊應奎詩輯本. 陶情令. 湘蘭子集. 輯本湘蘭子集. 雪庵詩存. 香湖草堂集. 馬悔齋先生遺集. 馬汝為遺文
- 182-183. Fu li tang wen ji扶荔堂文集
- 183. Fu li tang shi ji hui xuan扶荔堂詩集彙選
- 184. Kuang an wen ji匡庵文集
- 185. Kuang an shi qian ji匡庵詩前集
- 185-186. Kuang an shi ji匡庵詩集
- 187. Wen shan wen ji問山文集
- 188-189. Wen shan shi ji問山詩集
- 189. Zi yun ci. Fei e tang wen ji. Da shan shi ji xuan紫雲詞. 匪莪堂文集. 大山詩輯選
- 190. Chun hui ge shi xuan春暉閣詩選
- 190-191. Qi jing lou wen chao七經樓文鈔
- 191. Jiang shang shi ji江上詩集
- 192. Shu fa. Hua quan. Xiao zheng ji. Meng yu ji. Jia shen ji. Lü yi yin書筏. 畫筌. 霄崢集. 夢餘集. 甲申集. 率意吟
- 193. Jian chun ci. Yu Linshu shi ji. Yuhushanren shi chao. Yuhu shan fang ci. Gaiqi yi shi. Kongzi sheng ji tu. Bai fu mei hua tu. Bu jing mei ren tu. Hong lou meng tu yong剪春詞. 俞霖澍詩集. 玉壺山人詩鈔. 玉壺山房詞. 改琦佚詩. 孔子聖跡圖. 百幅梅花圖. 補景美人圖. 紅樓夢圖咏
- 194. Gu yi ji鼓枻集
- 194-195. Diancangshanren shi chao點蒼山人詩鈔
- 195. Xue lou shi xuan. Ma Zhilong yi wen. Sang yu yin cao雪樓詩選. 馬之龍遺文. 桑榆吟草
- 196. Chui xiang lou wen ji垂香樓文集
- 197. Huang chi sui bi. Tiao deng shi hua黃池隨筆. 挑燈詩話
- 198. Pu li zi樸麗子
- 199. Chui xiang lou shi gao. Nan cun shi ji. Ji ben Sun Peng shi xuan. Ji ben Sun Peng wen xuan垂香樓詩稿. 南村詩集. 輯本孫鵬詩選. 輯本孫鵬文選
- 200. Xu Pu li zi. Lu xi shi chao續樸麗子. 蘆溪詩抄
- 201. Qiao yue shan fang shi ji. Zhi xiang shan fang shi cao. Bi xie ci. Xian yu za yong樵月山房詩集. 枳香山房詩草. 碧瀣詞. 燹餘雜咏
- 202. Shi fu shi cun. Hai tang chao ci gao實夫詩存. 海棠巢詞稿
- 203. Ping shu shi cun. Teng xiang guan ci chao. Teng xiang guan ci er zhong平叔詩存. 藤香館詞鈔. 藤香館詞二種
- 204. Teng xiang guang shi chao藤香館詩鈔
- 205. Bai hua lou shi chao. Bai hua lou fen yu gao. Li ying tang shi chao白華樓詩鈔. 白華樓焚餘稿. 荔影堂詩鈔
- 206. Wang yun jing she shi chao. Xiang nan yin cao. Zhu guang ji. Wan qing shi jia shu望雲精舍詩鈔. 湘南吟草. 珠光集. 晚晴室家書
- 207. Du Wenxiu shi ci ying lian. Song he tang ji shi chu cao. Yi yun shu wu shi chao杜文秀詩詞楹聯. 松鶴堂紀事初草. 怡雲書屋詩鈔
- 208. Ha tui xuan tai shi shi gao. Ha Rui shi wen ji. Mo dun yu mo. Hui zhu guan jin gao. Yin hen ji. Ti lu sheng gao. Xun yang lou哈退軒太史詩稿. 哈銳詩文集. 磨盾餘墨. 晦珠館近稿. 飮恨集. 惕盧剩稿. 潯陽樓
- 209. Ma Dai hua wen. Shan shui hua jue. Ming sheng shan shui hua pu馬駘畫問. 山水畫訣. 名勝山水畫譜
- 210. Ren wu hua fan. Li dai ming jiang hua pu. Gu jin ren wu hua pu. Mei ren bai tai hua pu. Lan zhu bo gu hua pu人物畫範. 歷代名將畫譜. 古今人物畫譜. 美人百態畫譜. 蘭竹博古畫譜
- 211. Shi qing hua yi hua pu. Bai hua xie sheng hua pu. Hua niao hua pu. Hua hui cao chong hua fa. Yu chong gua guo hua fa詩情畫意畫譜. 百花寫生畫譜. 花鳥畫譜. 花卉草蟲畫法. 魚蟲瓜果畫譜
- 212. Hai yao ben cao ji ben. Da Yuan da yi tong海藥本草輯本. 大元大一統
- 213. Yin shan zheng yao. He fang tong yi飮膳正要. 河防通議
- 214. Hui hui shi pin. Hui hui guan yi yu. Hui hui guan lai wen回回食品. 回回館譯語. 回回館來文.
- 215. Hui hui yao fang回回藥方
- 216. Nong sang yi shi cuo yao. Rui zhu tang jing yan fang. Yi xue lei農桑衣食撮要. 瑞竹堂經驗方. 醫學類
- 217. Tian wen shu. Tian wen xiang zong shu天文書. 天文象宗書
- 218. Qi zheng tui bu七政推步
- 219. Hui hui li fa. Hui hui li fa shi li. Hang hai tu. Ying ya sheng lan. Xing cha sheng lan回回曆法. 回回曆法釋例. 航海圖. 瀛涯勝覽. 星槎勝覽
- 220. Nong shuo. Xi zheng shu. Lu shan ji you. Gua qi biao. Yan pao tu shuo ji yao農說. 西征述. 廬山紀遊. 卦氣表. 演炮圖說輯要
- 221. Hua yue tu jing. Jiangxi shui dao kao華岳圖經. 江西水道考
- 222-223. Tian fang er ya天方爾雅
- 223. Tian fang li fa tu zhen ben. Tian fang li yuan. Chao jin tu ji. Huan yu shu yao. Tian fang shi fa. Qing zhen qi meng zi mu. Xi li yao zhi天方曆法圖真本. 天方曆源. 朝覲途記. 寰宇述要. 天方詩法. 清真啓蒙字母. 西曆要旨
- 224. Shuo yi. Tian fang zi mu yi yin hui bian. Xun yue zhi nan說疫. 天方字母譯音彙編. 尋月指南
- 225. Xing yi quan pu. Zhonghua xin shi wu shu gun shu ke形意拳譜. 中華新式武術棍術科
- 226. Jiao men tan tui tu shuo教門彈腿圖說
- 226-227. Zhonghua xin shi wu shu jian shu ke中華新式武術劍術科
- 227. Zhonghua xin shi wu shu shuai jiao ke中華新式武術摔跤科
- 228. Zhonghua xin shi wu shu quan jiao ke中華新式武術拳腳科
- 229. Shuo yue xuan lu. Tian fang yue lun說月選錄. 天方月論
- 229-230. Zhong A xin zi dian中阿新字典
- 230. Heilongjiang sheng cheng qing zhen xue xiao yi lan. Li yuan zhen ben黑龍江省城清真學校一覽. 曆源真本
- 231. Weigaye zi dian. Jialing Jiang zhi. Hui hui li偉嘎業字典. 嘉陵江誌. 回回曆
- 232. Xi xing ri ji. Tian fang ji cheng西行日記. 天方紀程
- 233. Zhong A chu hun. Maijia xun li ji中阿初婚. 麥加巡禮記
- 234. Yin xu bu ci jiang hua. Jin Shanwei fang gu ji gang yao. Gui bu. Yi zhai jin shi tu lu fang gu pai yin ben. Liu sha yi zhen. Zhongguo yin biao zi shu. Han yi yue bei殷墟卜辭講話. 金山衛訪古記綱要. 龜卜. 郼齋金石圖錄仿古排印本. 流沙遺珍. 中國音標字書. 漢譯月碑
- 235. Kang Zang yao zheng. Kang Zang yao zheng xu ji. Zhong A yao yu he bi. Hua Ya zi dian ze yao. Hui li gang yao康藏軺征. 康藏軺征續記. 中阿要語合璧. 華亞字典撰要. 回曆綱要

## Index
Ein Index zu der Reihe erschien 2010 unter dem Titel Huizu diancang quanshu zongmu tiyao, ISBN 978-7-227-04490-1.

## Bibliographische Angaben zur Buchreihe
- ISBN 978-7-80714-558-5, OCLC 319169173.